# Johan Ericsson (1785–1855)
Johan Ericsson, född 14 september 1785 i Hedemora landsförsamling, Kopparbergs län, död där 24 april 1855, var en svensk bonde och riksdagsman.
Johan Ericsson var son till hemmansägaren Erik Jansson. 1810 blev han uppsyningsman i hemtrakterna och 1811 nämndeman. Han var riksdagsman för bondeståndet vid riksdagarna 1812, 1815, 1817-1818, 1823, 1828–1830 och 1833–1834. 1812 och 1815 var han ledamot av expeditionsutskottet, 1817–1818 av statsutskottet, 1823, 1828–1830 och 1834–1835 av konstitutionsutskottet. Ericsson var även suppleant för fullmäktig i riksgäldskontoret 1818–1822, fullmäktig där 1822–1829 och riksbanksfullmäktig 1829–1840. Han var ledamot i kommittén angående ändringar i 1827 års skiftesstadga 1831–1832. Johan Ericsson var en inflytelserik riksdagsman. Han företrädde främst dalaböndernas intressen och var i övrigt konservativ, bland annat motsatte han sig frälseböndernas rätt till riksdagsrepresentation.